# Yurchenko (saut)
Pour les articles homonymes, voir Yurchenko.

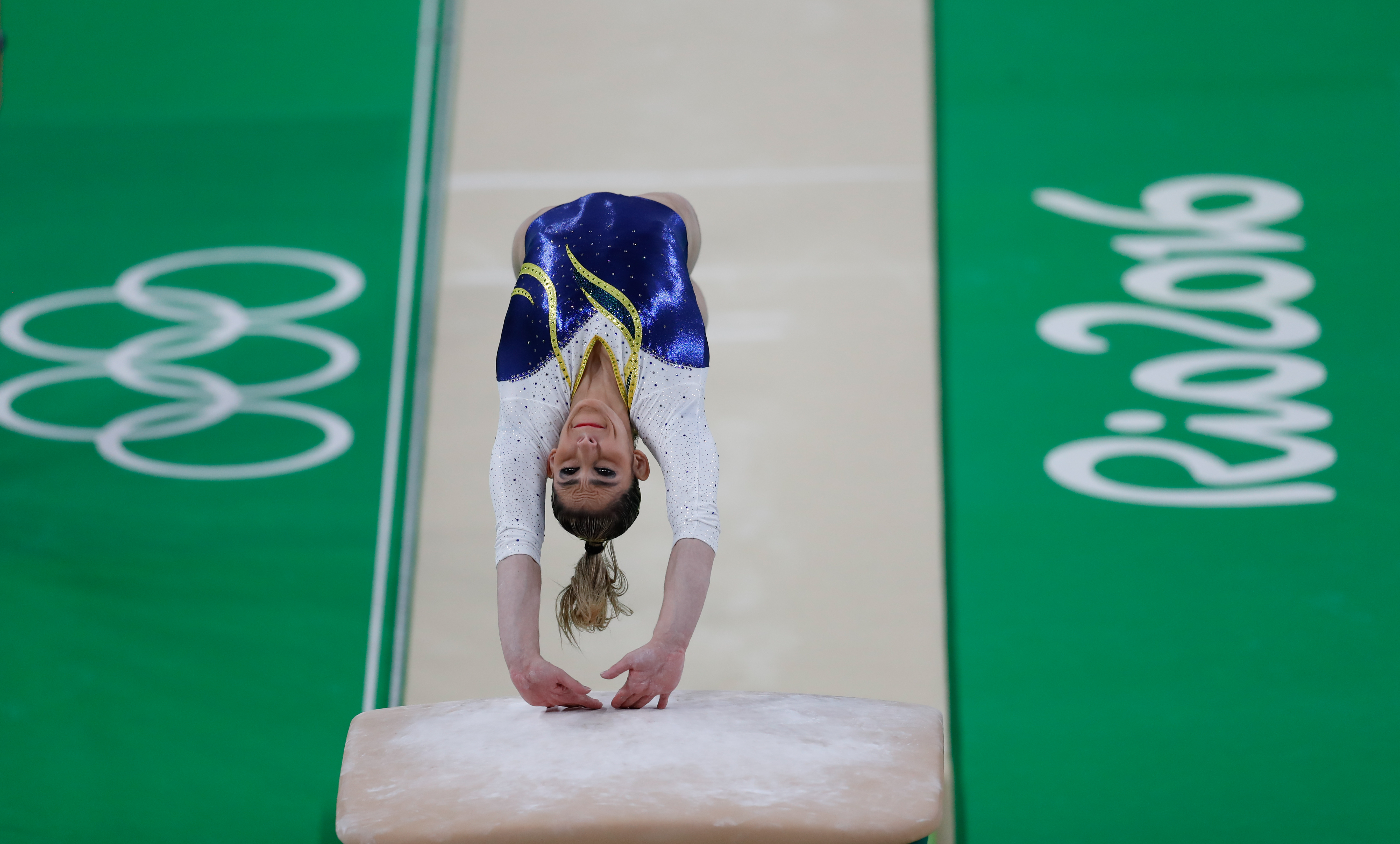
Un Yurchenko effectuée lors des Jeux Olympiques de Rio 2016 par Daniele Hypolito.

Le Yurchenko est un élément de gymnastique artistique qui s'effectue au saut de cheval. Il a été utilisé pour la première fois par Natalia Yurchenko, la gymnaste qui lui a donné son nom. Le gymnaste effectue une rondade sur le tremplin, suivie d'un flip arrière avec une pose des mains sur la table de saut, puis termine par un salto arrière.